# Sothi-Siswalcultuur
De Sothi-Siswalcultuur was tussen 3200–2600 v.Chr. een archeologische cultuur langs de rivier Chautang. De cultuur was met Amri, Nal, Damb Sadaat en de Kot Dijicultuur onderdeel van vroeg-Harappa. Er zijn 165 sites bekend, waarvan er 2 groter dan 20 hectare zijn, Rakhigarhi en Ratta Theh. De gemiddelde grootte van de nederzettingen is ruim 4 hectare.
Luigi Pio Tessitori ontdekte Kalibangan en Sothi in 1917 toen de Indusbeschaving nog onbekend was. Aurel Stein bezocht het gebied begin jaren 1940, maar het duurde tot het bezoek van Amalananda Ghosh in 1950 tot het potentieel van het gebied en het verband met de Indusbeschaving ontdekt werd. Opgravingen in Sothi in 1950-51 brachten twee kwaliteiten aardewerk naar boven, slecht- en goedbewerkt aardewerk.
Tussen 1960 en 1969 werden door de Archaeological Survey of India onder Braj Basi Lal opgravingen gedaan in Kalibangan. Hier werd naast aardewerk uit hoog-Harappa ook aardewerk gevonden uit wat toen als pre-Harappa en later als vroeg-Harappa werd gezien. Het aardewerk van vroeg-Harappa werd geclassificeerd als Sothi-aardewerk. Ook Bal Krishen Thapar was daarbij betrokken en hij verdeelde dit Sothi-aardewerk in zes texturen of fabrics:
- Fabric A, dof rood aardewerk van slechte kwaliteit met een rode tot roze kleur gemaakt op een langzaam pottenbakkerswiel met onregelmatige streeptekens, veelal met zwarte beschilderingen, soms ook met wit
- Fabric B, rood slibaardewerk dat tot op de schouder is gebouchardeerd met een kleiachtige oplossing gemengd met zand met zwarte horizontale banden op het slib
- Fabric C, rood slibaardewerk met een glad oppervlak in rode en pruim- of purperrode tinten met zwarte schilderingen
- Fabric D, aardewerk met een dikke doorsnede en een rode slib met ingekraste motieven op binnen- en buitenzijde. Het zijn zware kruiken, kommen en troggen
- Fabric E, vazen met vaalgeel of roodachtig slib met zwart en soms wit beschilderingen
- Fabric F, grijs aardewerk beschilderd in zowel zwart als wit

Het aardewerk had overeenkomsten met dat van Amri en Kot-Diji. Deze indeling wordt gebruikt voor de gehele Sothi-Siswalcultuur. J.S. Nigam stelde een onderverdeling voor in rood, vaalgeel en grijs aardewerk.
Tussen 1967 en 1970 bracht Suraj Bhan 97 sites in kaart en deed enkele kleinschalige opgravingen zoals bij Mitathal.
Tijdens opgravingen in Rakhigarhi vond Amarendra Nath alle zes fabrics van Kalibangan.